# Sclaomir
Sclaomir († 821), Bruder des Drasco, war von 810 bis zu seiner Absetzung 819 Samtherrscher der Abodriten und Vasall der Franken.

## Nachfolge
Sclaomir wurde 810 nach der Ermordung seines Bruders Drasco von Karl dem Großen in Verden als Samtherrscher der Abodriten eingesetzt. Der Sohn des Drasco, Ceadrag, war erst 809 von seinem Vater dem Dänenkönig Göttrik als Geisel gestellt worden und stand deshalb oder aufgrund seines jugendlichen Alters für die Übernahme der Herrscherwürde nicht zur Verfügung. 

## Samtherrscher
Unter der Herrschaft Sclaomirs beteiligten sich die Abodriten 812 zunächst noch am Heerzug der Franken gegen die Wilzen. Nach dem Tod Karls des Großen im Jahr 814 muss es aber zu innerabodritischen Streitigkeiten unter den Kleinstämmen um die Samtherrschaft gekommen sein. Im November 816 empfing Karls Nachfolger Ludwig der Fromme in Compiègne eine Gesandtschaft der Abodriten, die die Einsetzung des Ceadrag als angestammten Nachfolger des Drasco einforderte. Als Kompromiss ordnete Ludwig 817 die Mitregentschaft Ceadrags an.
Diese Beschränkung seiner Macht veranlasste den gedemütigten Sclaomir, sich von den Franken loszusagen. Er kündigte an, nie mehr über die Elbe gehen und bei Hofe erscheinen zu wollen, verweigerte dem Kaiser also die Huldigung durch Hoffahrt. Stattdessen ließ Sclaomir sofort Botschafter über die Ostsee zu den Söhnen Göttriks aufbrechen, verbündete sich mit ihnen und überzeugte sie, ein Heer nach Nordalbingien zu entsenden. Zeitgleich fuhr die dänische Flotte die Elbe hinauf bis vor die Feste Esesfeld und verwüstete dort das Land an der Stör. Währenddessen zog Gluomi, der Befehlshaber im dänischen Grenzbezirk, mit seinen Fußtruppen und den Abodriten zu Lande vor die Festung. Esesfelth vermochte der Belagerung zwar standzuhalten, wurde aber bald darauf von den nordalbingischen Sachsen aufgelassen und geräumt. Ludwig der Fromme entsandte daraufhin 819 ein von kaiserlichen Gesandten geführtes Heer aus Sachsen und Ostfranken über die Elbe um Sclaomir für seine Treulosigkeit zu bestrafen. Dieser ergab sich aber offenbar kampflos und wurde vom Befehlshaber der sächsischen Grenzmark und den kaiserlichen Gesandten als Gefangener nach Aachen gebracht.
In Aachen wurde Sclaomir vor den Kaiser geführt, der gegen ihn ein förmliches Gerichtsverfahren eröffnete. Als Ankläger traten abodritische Adlige auf, Parteigänger Ceadrags, die ihn des Verrats beschuldigten. Ludwig setzte Sclaomir daraufhin ab und verurteilte ihn zur Verbannung, während er Ceadrag als alleinigen Samtherrscher einsetzte.
Als auch Ceadrag begann, sich mit den Dänen einzulassen, sandte Ludwig Sclaomir 821 in das Abodritenreich zurück, um wieder an Ceadrags Stelle zu treten. Sclaomir erkrankte jedoch auf der Rückreise und verstarb noch in Sachsen. Bei den Sachsen empfing er 821 auf dem Sterbebett die christliche Taufe. Damit war Sclaomir der erste christlich getaufte Abodritenfürst.